# Eichenhofen (Seubersdorf in der Oberpfalz)
Eichenhofen ist ein Ortsteil der Gemeinde Seubersdorf in der Oberpfalz im Oberpfälzer Landkreis Neumarkt. Der Ort hatte im Dezember 2024 343 Einwohner.

## Geographie
Der Ort liegt etwa 2,8 Kilometer nordöstlich von Seubersdorf.

## Geschichte
Das Pfarrdorf Eichenhofen befindet sich am Fuße der Burgruine Adelburg, einer hochmittelalterlichen Burganlage. Der Name leitet sich von adal = Freisitz ab. Er bedeutet also Feste von Freien.
Dem jeweiligen Burgherren stand vom Hochmittelalter bis ins 14. Jahrhundert auch die Dorfgerichtsbarkeit über Eichenhofen zu. Dies leitet sich aus dem Verfügungs- und Besitzrecht an der Tafernwirtschaft zu Eichenhofen ab.
Im Jahr 1353 wurde vom Landrichter zu Hirschberg die Dorfherrschaft den in Eichenhofen ebenfalls begüterten Parsbergern zuerkannt. In der Zeit von 1435 bis 1485 hatte das Rittergeschlecht der Parsberger die Pfandschaft über die Adelburg. Damit war Eichenhofen wieder eng mit der Herrschaft der Adelburg verbunden. Um 1480 wird der erste Pfarrer von Eichenhofen erwähnt. 1507 wurde Eichenhofen, das inzwischen einen fast marktähnlichen Charakter entwickelt hatte, bei den Umgeldeinnahmen des Amtes Velburg extra genannt. Im Laufe des 16. Jahrhunderts, der Ära der Wiespecken zu Velburg und Adelburg wurde Eichenhofen gänzlich in den Amts- und Gerichtsbereich Velburg eingegliedert. Ab 1551 wurde die verfallene Burg komplett abgetragen als die Adelburger wegen Landfriedensbruch in Reichsacht gesetzt wurden und Reichstruppen gegen sie vorgingen. 1681 befürwortete der Generalvikar die Anstellung eines Schulmeisters.
In Eichenhofen existierte noch eine weitere Tafernwirtschaft, damit ist ein frühes Nebeneinander zweier Herrschaften in Eichenhofen anzunehmen. Ein Jörg Prantel trat 1451 als Siegler einer Urkunde über den Gastelshof in Erscheinung. Diese zweite „Tafern und Schenkstatt“ verkaufte 1561 ein Stephan Schellinger an Georg Hector Wiespeck, den Burg- und Amtsherren von Velburg. Dieser erwarb zwei Jahre später auch eine hier vorhandene Badstube. Diese wurde bin verschiedenen Badern bis weit in das 19. Jahrhundert betrieben.
Die Pfarrkirche St. Nikolaus wurde in den Jahren 1716/1717 erbaut und 1850 erweitert. 1906 wurde das Kirchenschiff neu gebaut.
In den Jahren 1818 bis 1821 entstand die politische Gemeinde Eichenhofen mit Gastelshof und Haag. Bis zum Jahr 1877 war das Dorf auf 36 Häuser angewachsen. Am 27. April 1893 wurden bei einem Brand Teile des Orts in Schutt und Asche gelegt.
Am 7. April 1903 wurde die Spar- und Darlehenskasse Eichenhofen gegründet. 1953 wurde der Sitz nach Seubersdorf zur dortigen Raiffeisenkasse verlegt. Am 1. Januar 1972 wurde die Gemeinde Eichenhofen mit den Ortsteilen Gastelhof und Haag nach Seubersdorf eingemeindet.